# Topaidisel
Topaidisel, jedno od nekoliko plemena Hill Patwin Indijanaca, porodica copehan, koji su živjeli duž Knoxville Creeka u Kaliforniji. Njihovo glavno selo Topai nalazi se danas pod vodom umjetnog jezera Berryessa koje je nastalo 1953. izgradnjem brane Monticello.